# Stefan Heym

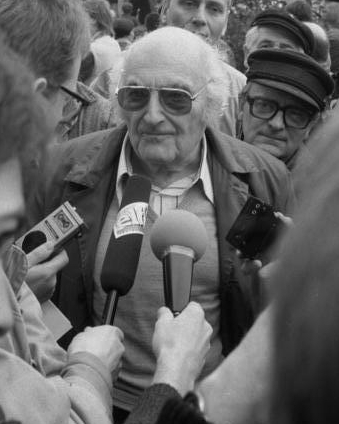
Stefan Heym 4 listopada 1989 na berlińskim Alexanderplatz

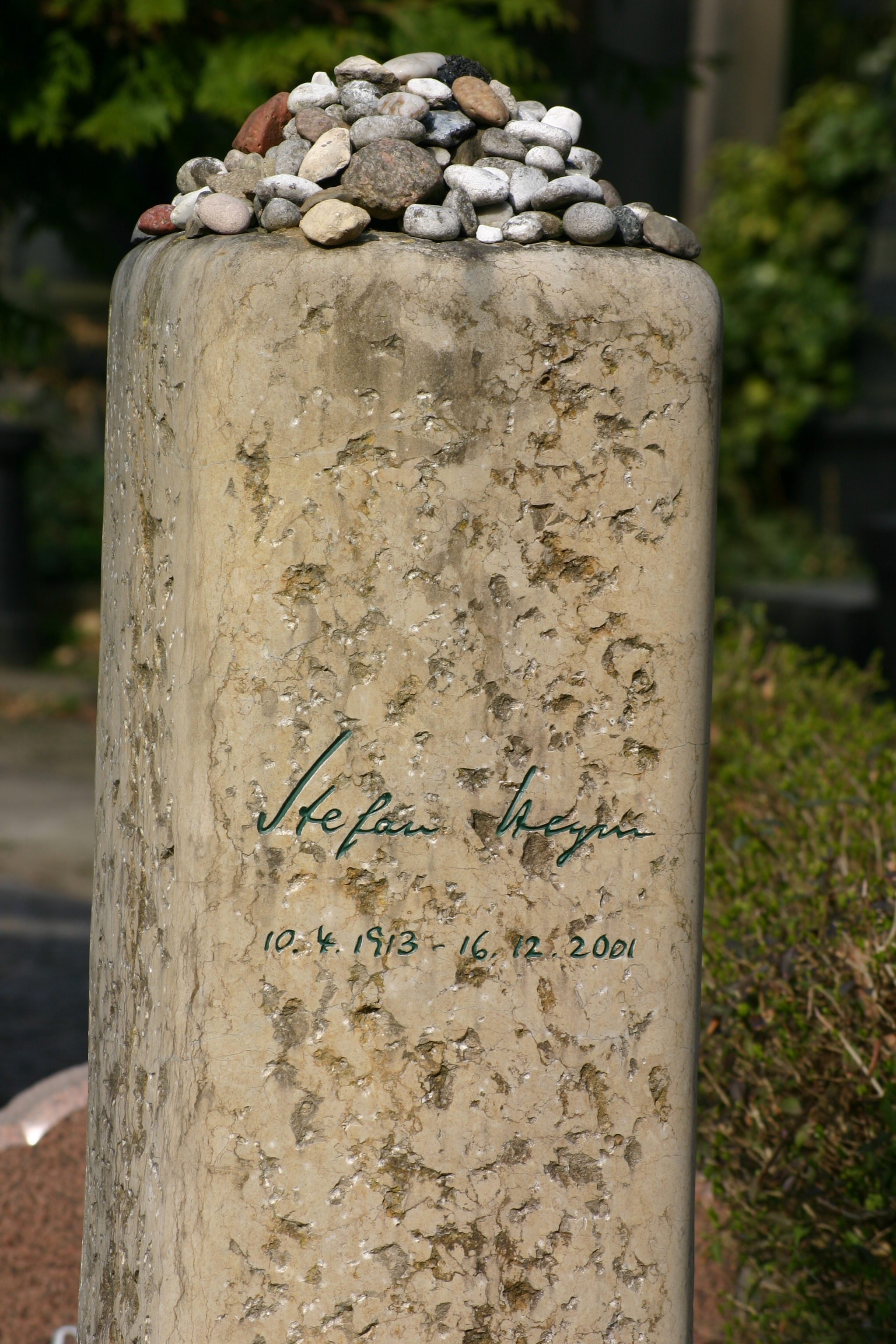
Grób Stefana Heyma na cmentarzu żydowskim w Berlinie

Stefan Heym (właściwie Helmut Flieg, ur. 10 kwietnia 1913 w Chemnitz, zm. 16 grudnia 2001 w En Bokek) – niemiecki pisarz pochodzenia żydowskiego.

## Życiorys
Urodził się w zamożnej rodzinie żydowskiej. Już w gimnazjum zaangażował się po stronie antyfaszystowskiej i został w roku 1931 pod naciskiem miejscowych hitlerowców usunięty z gimnazjum z powodu wiersza, który ukazał się w dzienniku Volksstimme. Maturę zdał w berlińskim gimnazjum im. Schliemanna i rozpoczął studia dziennikarskie. Po dojściu Hitlera do władzy w roku 1933 wyemigrował do Pragi i przyjął imię i nazwisko „Stefan Heym”.
W roku 1935 uzyskawszy stypendium żydowskiej organizacji studenckiej wyjechał do Stanów Zjednoczonych, gdzie kontynuował studia na uniwersytecie w Chicago. W latach 1937–1939 był naczelnym redaktorem niemieckojęzycznego tygodnika „Deutsches Volksecho” zbliżonego do Komunistycznej Partii Stanów Zjednoczonych. Po zaprzestaniu wydawania tygodnika w listopadzie 1939 pisał Heym jako niezależny publicysta w języku angielskim. W roku 1942 ukazała się jego pierwsza powieść Hostages (Zakładnicy) która stała się bestsellerem.
Otrzymawszy obywatelstwo USA, Heym wziął udział w działaniach wojennych, pisząc teksty ulotek i wygłaszając audycje radiowe mające podważyć morale armii niemieckiej.
Po wojnie powrócił do Niemiec i został redaktorem ukazującego się w Essen dziennika „Ruhr Zeitung”, potem w Monachium dziennika „Neue Zeitung”. Ze względu na lewicowe przekonania został w końcu 1945 z powrotem przesiedlony do USA. W roku 1948 ukazała się w Bostonie jego powieść The Crusaders (Krzyżowcy).
Wraz z Charlie Chaplinem, Bertoltem Brechtem i Tomaszem Mannem opuścił w roku 1952 USA. Zamieszkał początkowo w Pradze, a w roku 1953 w Niemieckiej Republice Demokratycznej, gdzie został przyjęty jako zasłużony antyfaszysta. Nadal tworzył w języku angielskim, jego dzieła w niemieckich przekładach osiągały wysokie nakłady. W tym samym roku został laureatem Nagrody Heinricha Manna.
Już w roku 1956 doszło do konfliktów Heyma z kierownictwem Socjalistycznej Partii Jedności Niemiec (SED), gdy nie ukazała się jego powieść o powstaniu z 17 czerwca 1953. Na XI Plenum SED został zaatakowany przez Ericha Honeckera. Nadal jednak pozwalano mu na wyjazdy zagraniczne. Od początku lat 70. jego dzieła znów ukazywały się w NRD, lecz w małych nakładach.
W roku 1976 podpisał petycję przeciw pozbawieniu Wolfa Biermanna obywatelstwa NRD. W roku 1979 został wykluczony ze Związku Pisarzy NRD.
W latach osiemdziesiątych wspierał ugrupowania dysydenckie w NRD i wygłaszał przemówienia podczas poniedziałkowych demonstracji.
Po zjednoczeniu Niemiec 1989 upominał się o prawa mieszkańców wschodnich landów. W roku 1992 był współzałożycielem „Komitetu dla Sprawiedliwości”.
W roku 1994 kandydował do Bundestagu jako bezpartyjny z otwartej listy Partii Demokratycznego Socjalizmu. Na otwarciu obrad wygłosił jako przewodniczący senior przemówienie zbojkotowane przez prawicę. W październiku 1995 złożył mandat deputowanego w proteście przeciw podwyżce diet deputowanych.
Zmarł w Izraelu po udziale w sympozjum na temat Heinego.
Stefan Heym był doktorem honoris causa uniwersytetów w Bernie i Cambridge oraz obywatelem honorowym miasta Chemnitz.